# ال‌ماس سمیکنداکتورر
ال‌ماس سمیکنداکتورر اس‌ایی یک تولیدکننده آلمانی محصولات نیم‌رسانا است که مقر آن در دورتموند، نوردراین-وستفالن ، آلمان است.  ال‌ماس مدارهای مجتمع با کاربرد خاص (ASIC) خودرو را تأمین می‌کند.

## مراحل
ال‌ماس دارای چهار فرایند سیماس با ولتاژ بالای  دردسترس است. 
- ال۱۲/تی۱۲ ۱٫۲ میکرومتر فرایند سیماس/اس‌اوای. توانایی ولتاژ تا ۱۲۰ ولت / + / - ۱۲۰ ولت
- ال۰۸ ۰٫۸ میکرومتر فرایند سیماس. توانایی ولتاژ تا ۱۲۰ ولت
- ال۰۵ ۰٫۵ میکرومتر فرایند سیماس. توانایی ولتاژ تا ۱۲۰ ولت
- ال۰۳۵/تی035 0.35 میکرومتر فرایند سیماس/اس‌اوای. توانایی ولتاژ تا ۱۲۰ ولت / + / - ۱۲۰ ولت

## تاریخ
- ۱۹۸۴ - در دورتموند آلمان تأسیس شد
- ۱۹۸۵ - ۳۲ کارمند، گردش مالی ۰٫۴ میلیون مارک آلمان ، نصب ساخت ویفر ۴ اینچی در دورتموند
- ۱۹۹۴ - گواهینامه DIN ISO 9001
- ۱۹۹۸ - ۴۶۰ کارمند، گردش مالی ۱۴۰ میلیون مارک آلمان. تهیه کامل از خط ۶ اینچ جدید
- 1999 - IPO به بازار جدید، فرانکفورت
- ۲۰۰۱ - ۶۳۰ کارمند، ۱۰۷ میلیون یورو گردش مالی خرید یوروسیم (بسته بندی، NL) و اس‌ام‌ای (مِمس ، ایالات متحده آمریکا)
- ۲۰۰۲ - تی‌اس۱۶۹۴۹
- ۲۰۰۵ - افتتاح ساخت ویفر ۸ اینچی در دویسبورگ به عنوان خط تولید دوم
- ۲۰۲۰ - تبدیل فرم قانونی به انجمن اتحادیه اروپا[۱]